# ボルボ・S80
S80（Volvo S80）は、スウェーデンの自動車メーカー、ボルボ・カーズが製造・販売していた、ボルボのフラグシップ・セダンである。駆動方式は前輪駆動と四輪駆動の２種類で、エンジンは、横置き直列５気筒、または６気筒が採用されている。1999年モデルとしてS90の後継車として登場した。同じプラットフォームの派生車としてステーションワゴンのV70がある。

## 初代 (1998年 - 2006年)
デビュー当時はボルボのフラグシップモデルであった。最初は2.9とT6が市場に投入された。2.9は2.9Lの自然吸気の直列6気筒エンジンで、T6は2.8Lの直6エンジンをツインターボで過給したモデルである。
2004年モデルから直列5気筒の2.5Tと2.5T AWDが投入された。全てのS80はスウェーデンのヨーテボリ工場で生産される。最初のS80は1998年5月6日に工場からラインオフした。ノルウェー王ハーラル5世がリムジンとして用いている車である。

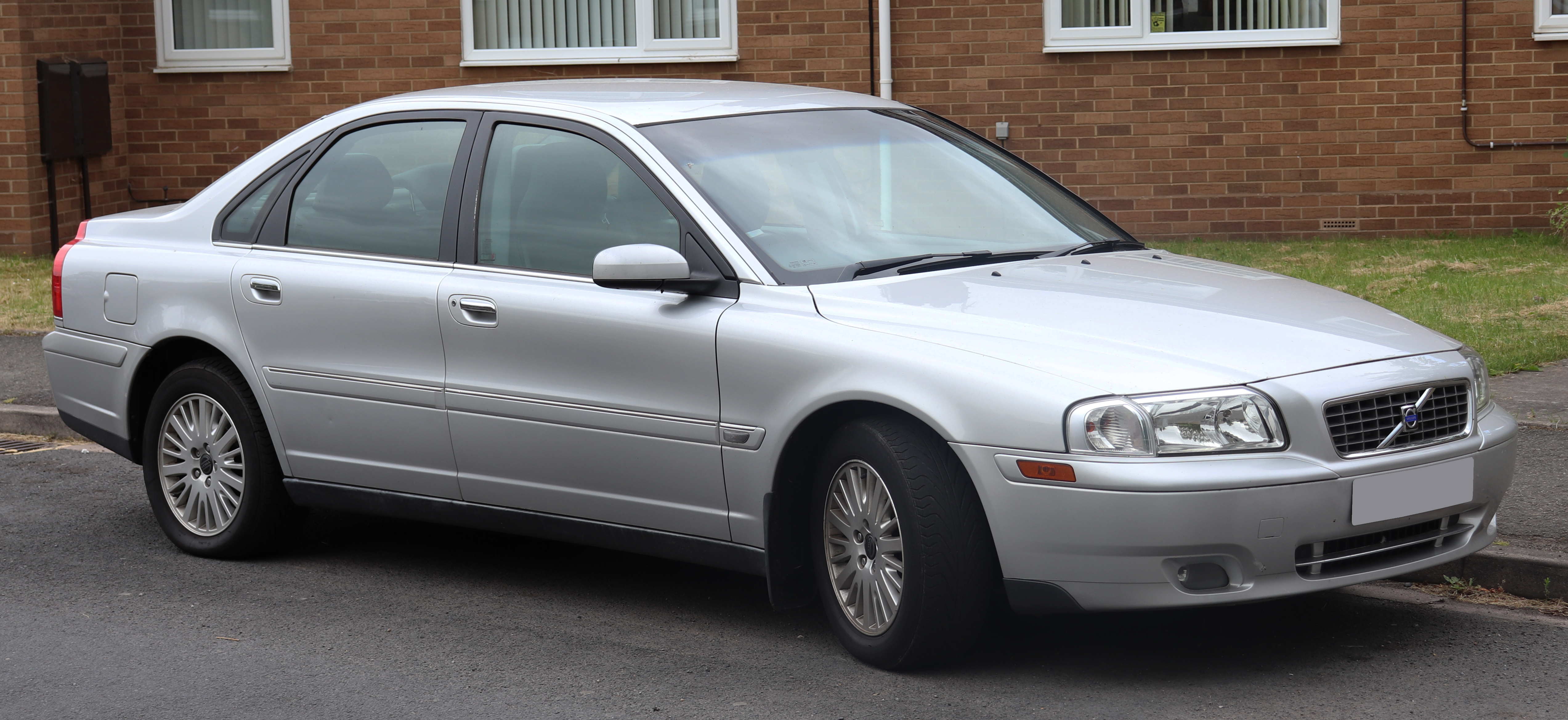
フロント（後期型）
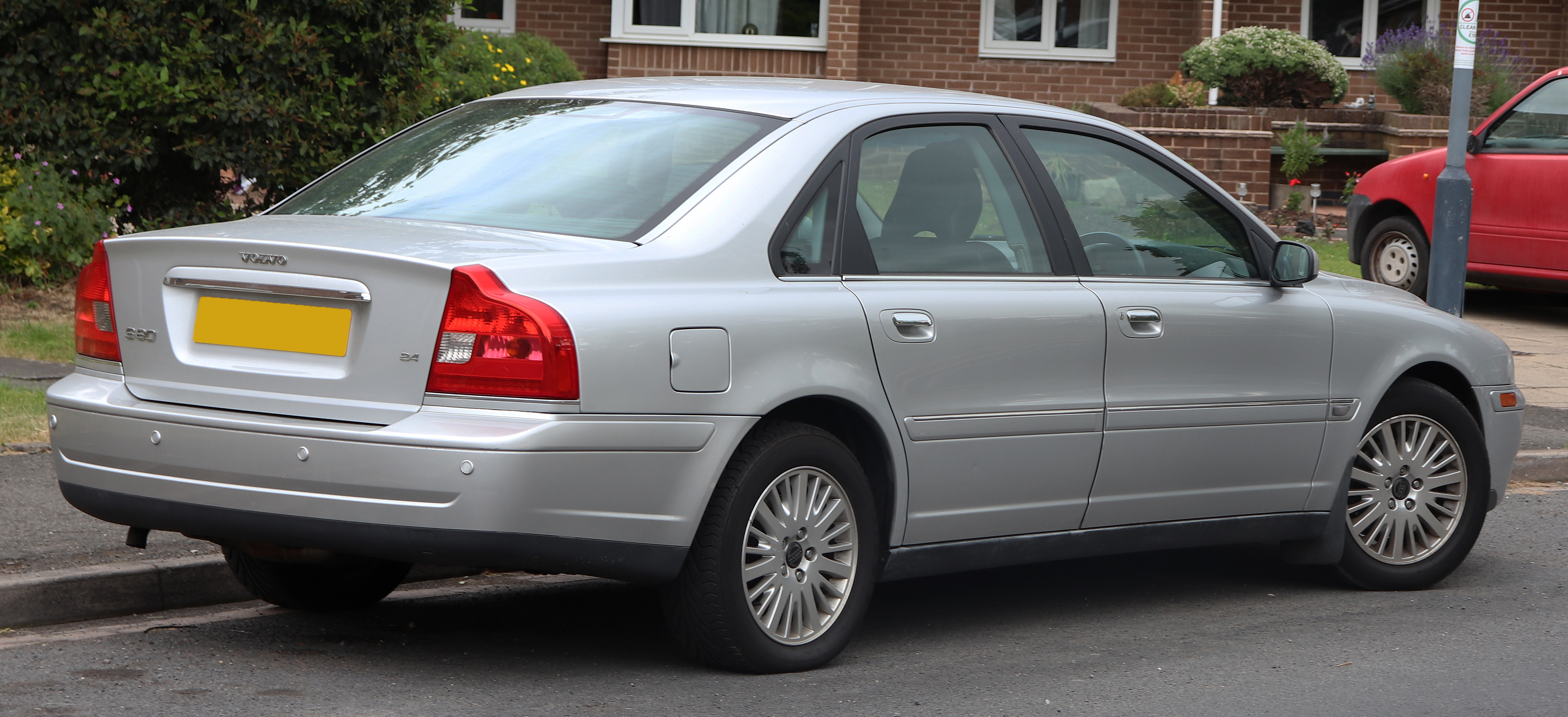
リア（後期型）

## 2代目 (2006年 - 2016年)
2006年1月31日にフルモデルチェンジ版の新型S80の写真が公開された。新型S80はT6と呼ばれる、ボルボの3リッターエンジン、それに、AWDが組み合わされたモデルと、日本においては、V型8気筒、4.4Lを搭載した、上級モデルも販売されている。新型S80は同年2月28日より開催されるジュネーブ・モーターショーで公開され、6月より販売されている。
日本では2006年12月より発売が開始されたが、当初はウェブサイトでの紹介にとどまり、テレビCMや雑誌等で広告をしておらず、販売に消極的だった。だが、2007年2月から本格的に販売を開始した。

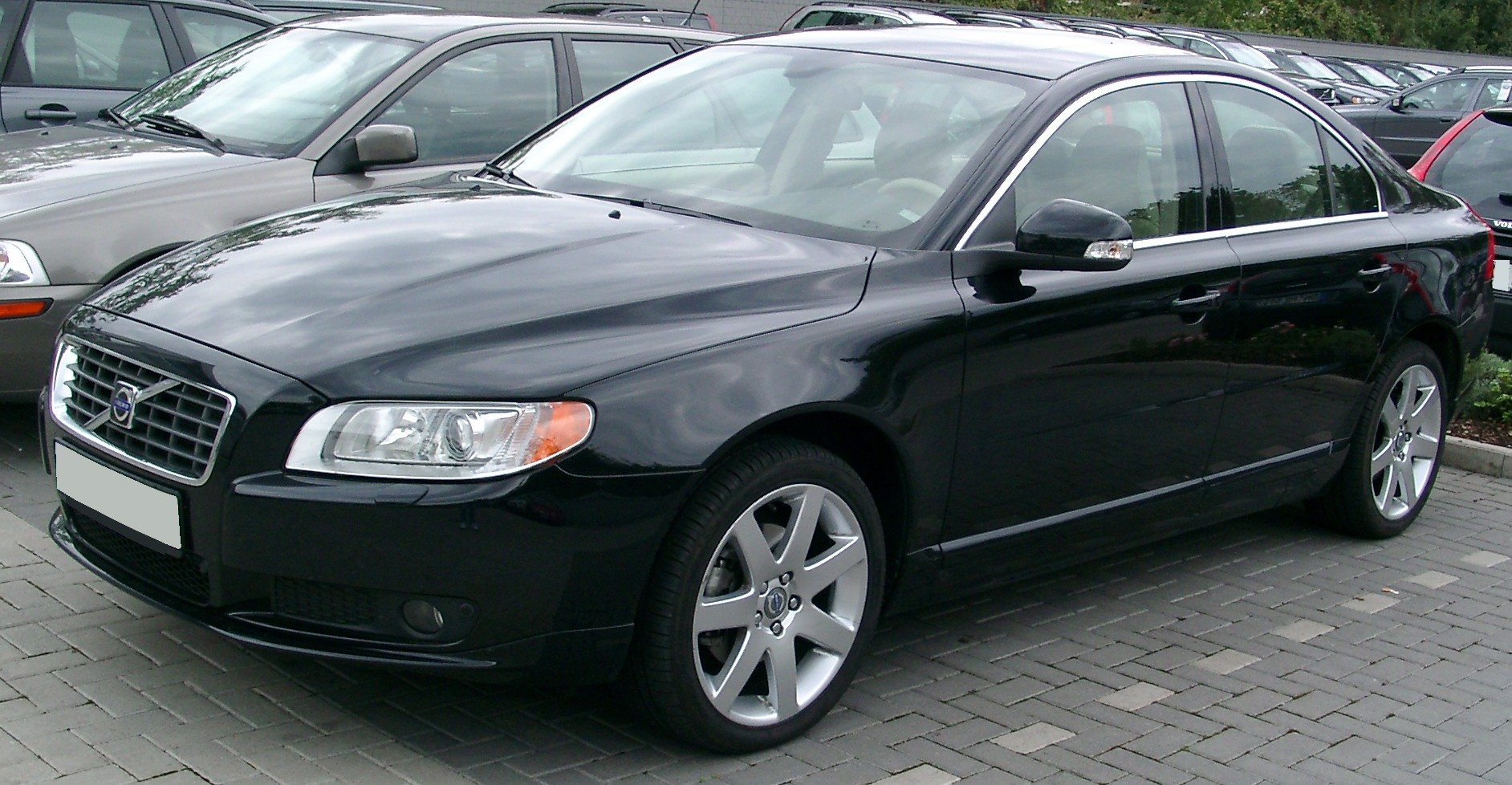
2代目S80

2017年 後継車に当たるS90が登場した。

### 主なテクニカルデータ
| グレード               | S 80 2.4 D                         | S 80 D5                            | S 80 2.5 T                         | S 80 3.2       | S 80 T6 AWD         | S 80 V8 AWD         |
| ---------------------- | ---------------------------------- | ---------------------------------- | ---------------------------------- | -------------- | ------------------- | ------------------- |
| エンジンスペック       | 2.4 l ディーゼルターボ             | 2.4 l ディーゼルターボ             | 2.5 l ターボ                       | 3.2 l NA       | 3.0 l NA            | 4.4 l NA            |
| 排気量                 | 2,401cc                            | 2,401cc                            | 2,521cc                            | 3,192cc        | 2,953cc             | 4,414cc             |
| エンジンの配置と気筒数 | R5                                 | R5                                 | R5                                 | R6             | R6                  | V8                  |
| 出力                   | 120kW(163PS)                       | 132kW(185PS)                       | 147kW(200PS)                       | 173kW(238PS)   | 210kW(285PS)        | 232kW(315PS)        |
| トルク                 | 340Nm                              | 400Nm                              | 300Nm                              | 320Nm          | 400Nm               | 440Nm               |
| 0–100 km/h到達時間     | 9.5秒 [10.0秒]                     | 8.5秒 [9.0秒]                      | 7.7秒 [8.0秒]                      | 7.9秒          | 6.9秒               | 6.5秒               |
| 最高速度               | 215km/h [210km/h]                  | 225km/h [220km/h]                  | 230km/h [225km/h]                  | 240km/h        | 250km/h(リミッター) | 250km/h(リミッター) |
| 重量                   | 1,644kg                            | 1,644kg                            | 1,618kg                            | 1,656kg        | 1,762kg             | 1,816kg             |
| 燃料消費/100km         | 6.3lディーゼル [7.2lディーゼル]    | 6.4lディーゼル [7.3lディーゼル]    | 9.2lプレミアム [9.9lプレミアム]    | 9.8lプレミアム | 11.2lプレミアム     | 11.9lプレミアム     |
| トランスミッション     | マニュアル および [オートマチック] | マニュアル および [オートマチック] | マニュアル および [オートマチック] | オートマチック | オートマチック      | オートマチック      |

## リンク
- ボルボカーズジャパン S80